# Coydog

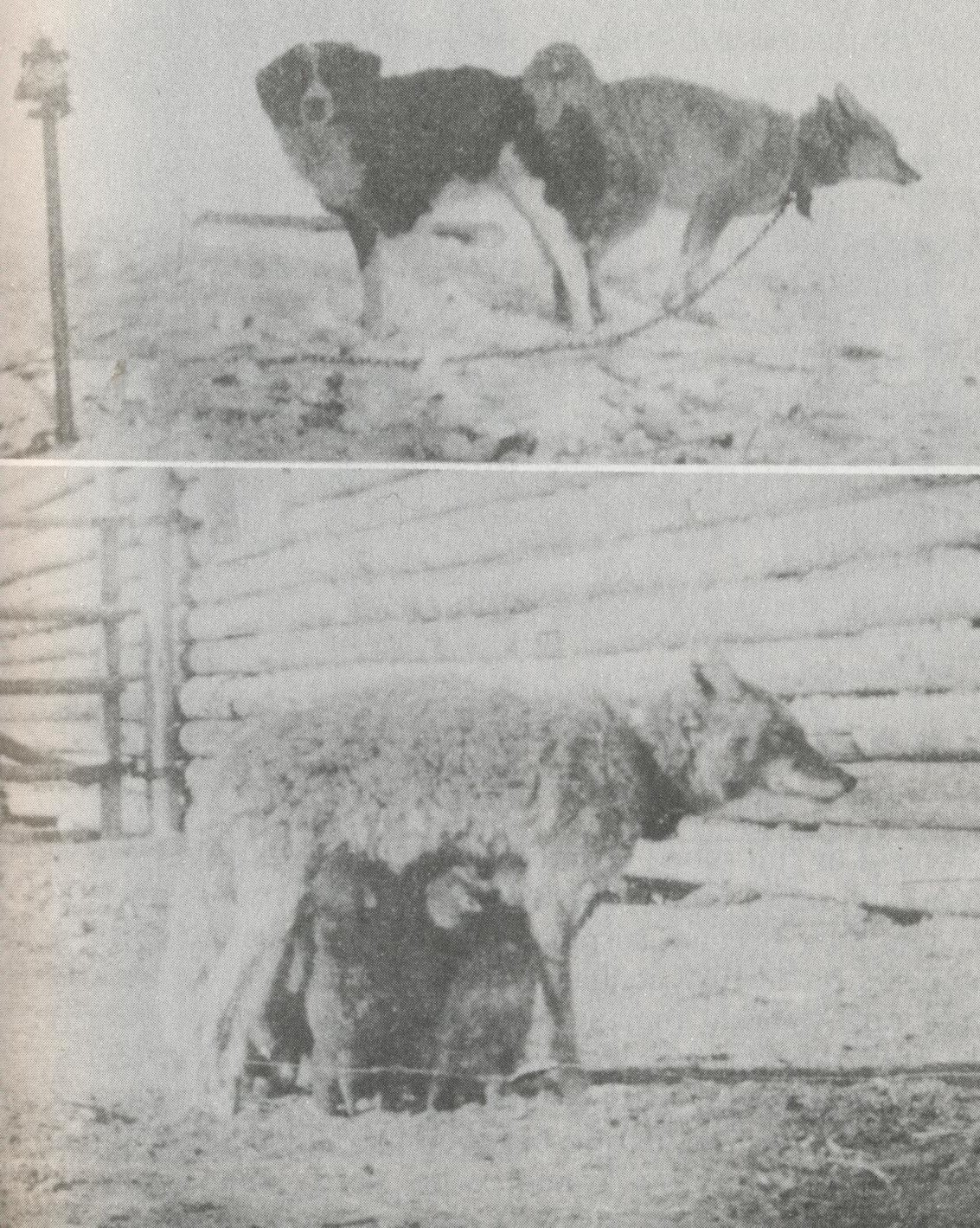
En hanhund och en tillfångatagen prärievargstik parar sig. På den nedre bilden syns prärievargstiken med sina valpar.

Coydog är en hybrid mellan prärievarg (coyote) och tamhund som förekommer och har förekommit i Nordamerika sedan innan koloniseringen. Korsningen kallas coydog om hunden är en tik och prärievargen är en hane, om hunden är hane och prärievargen är tik kallas de dogote.